# Paola Erdas
Paola Erdas (Sardaigne, 1965) est une claveciniste italienne, spécialisée dans la musique ancienne principalement du XVIe et du XVIIe siècle. Elle enseigne le clavecin au Conservatoire de Trieste.

## Formation et carrière
Paola Erdas effectue ses études au Conservatoire de Venise avec Diana Petech et obtient son diplôme en 1991. Ensuite, elle travaille avec Kenneth Gilbert au Mozarteum de Salzbourg pendant quatre ans, de 1992 à 1996.
Elle fonde trois ensembles : en 1996 le Janas Ensemble, avec le flûtiste à bec Lorenzo Cavasanti ; et en 2003, le Quadro Janas avec Lorenzo Cavasanti, Dorothee Oberlinger et Jorge Alberto Guerrero ; en 2005, l'ensemble Hermosuras centré sur le répertoire des XVIe et XVIIe siècles. Elle enseigne le clavecin au Conservatoire Giuseppe Tartini de Trieste. 
Depuis 2016, elle joue dans l'Ensemble Démesure avec la mezzosoprano Juliette de Banes Gardonne, Alberto Guerrero (violoncelle) et Franco Pavan (théorbe), dévolu au répertoire de la cantate. Elle collabore également régulièrement avec Rolf Lislevand pour approfondir les liens des répertoires du luth et du clavecin. En 2008 et 2012, avec le percussionniste Shyamal Maitra, elle collabore pour un projet Une nuit à Goa et Muses indiennes, centré sur la musique ibérique et indienne,. En 2015, elle initie une collaboration avec la spécialiste de musique médiévale Claudia Caffagni (de l’ensemble La Reverdie), sur un projet lié à la poétesse Christine de Pizan.

Ses recherches musicologiques la mènent à la préparation d'éditions modernes, pour les éditions Ut Orpheus de Bologne. Voient le jour en 1995, les Pièces de Luth mises en musique de Perrine (1680), en 1998, les Pièces de Clavecin (1677) de Nicolas Lebègue et en 2010, les Obras de Musica (1578) de Cabezón (partitions qu'elle a également enregistrées). Renaud Machard, dans Le Monde écrivait à l'occasion de la sortie de ce dernier enregistrement : 

« Ce disque témoigne d'une belle liberté poétique de la part de la claveciniste italienne Paola Erdas, qui joue avec une rêveuse maîtrise ce répertoire subtil, témoin d'un captivant passage des siècles. »

— Renaud Machard, dans Le Monde, 20 juin 2010.

## Éditions
- Perrine,  Pièces de luth en musique avec des règles pour les toucher parfaitement sur le luth et sur le clavessin (1680), Ut Orpheus Edizioni (ISMN 9790215300491)
- Nicolas-Antoine Lebègue, Pièces de Clavessin (1677), Ut Orpheus Edizioni (ISMN 9790215304147) — avec Giorgio Cerasoli.
- Antonio De Cabezon, Obras de Musica para Tecla, Arpa y Vihuela vol. 2 : Compendio de Musica (Madrid 1578), Ut Orpheus Edizioni (ISMN 9790215318632)

## Discographie
- Perrine, Pieces de luth : Mises en musique par le Sr. Perrine pour le luth ou le clavessin - Paola Erdas, clavecin Delin, Tournai 1768, de la collection K. Gilbert (22-24 janvier 1996, Stradivarius) (OCLC 38080469) — Œuvres d'Ennemond et Denis Gaultier.
- Henestrosa, Libro de Cifra Nueva [31 pièces] - Paola Erdas, clavecin italien « F.A. 1677 », de la collection K. Gilbert (1997, Stradivarius) (OCLC 965215865)
- Il Cembalo intorno a Gesualdo - Paola Erdas, clavecin Niccolò de Quoco, Naples 1699 (26-28 octobre 2000, Stradivarius) (OCLC 965385009) — Œuvres d'Antonio Valente, Ascanio Maione, Scipione Stella, Domenico Ferrabosco, Francesco Lambardo et Carlo Gesualdo
- Lebègue, Pièces de clavessin premier et second livres - Paola Erdas, clavecin Augusto Bonza d'après Jean-Henri Hemsch  (11-12 juillet 2002, Stradivarius)[12] (OCLC 163542548)
- D'Anglebert, Pièces de clavecin en manuscrits [BnF fonds conservatoire Rés. 89ter] - Paola Erdas, clavecin Louis Denis 1658 (La Chaux-de-Fonds, 12-14 mai 2006, Arcana A 337)[13] (OCLC 590229981)
- La Tecla de l'Alma - Paola Erdas, clavecin Kilström 2003, d'après Jean Couchet 1652 ; avec Lia Serafini, soprano (26-28 mai 2009, Arcana) (OCLC 666871997) — Œuvres de Antonio de Cabezón, mais également de Jan Pieterszoon Sweelinck et Thoinot Arbeau.

En ensemble
- Albinoni, Œuvres pour flûte traversière, vol. 2 - Ensemble l'Apothéose : Enrico Di Felice, flûte ; Antonio Ligios, guitare et théorbe ; Paola Erdas, clavecin (20-22 novembre 1995, Stradivarius) (OCLC 965195664) — transcription de l'opus 6.
- Zefiro soave : Sonates napolitaines du XVIIIe siècle pour flûte traversière - Ensemble L'Apothéose : Enrico di Felice, flûte ; Paola Erdas, clavecin ; Antonio Ligios, théorbe et guitare (25-27 juin 1997, Stradivarius) (OCLC 41651326) — Œuvres de Leonardo Vinci, Alessandro Scarlatti et Domenico Sarro.
- Montéclair, La guerre et la paix - Enrico Di Felice, flûte ; Ensemble L'Apothéose : Fabrizio Cipriani, violon ; Emiliano Rodolfi, hautbois ; Maurizio Less, viole de gambe ; Antonio Ligios, théorbe et guitare baroque ; Paola Erdas, clavecin ; Marco Muzzati, percussion (22-25 juillet 1999, 2CD Stradivarius) (OCLC 223270596)
- Le miroir recomposé - Lorenzo Cavasanti, flûte à bec ; Jorge Alberto Guerrero, violoncelle ; Paola Erdas, clavecin (8-10 juillet 2002, Stradivarius STR 33684)[14] (OCLC 965454035) — Pièces d'Arcangelo Corelli, François Couperin, Vivaldi, Benedetto Marcello, Jean-Féry Rebel, etc.
- Vivaldi, Concerti per molti Istromenti - Europa Galante - Virgin Classics
- AAVV HERMOSURAS – Janas Enseble – STRADIVARIUS records STR33601